# Sainte-Gemme-Moronval
Sainte-Gemme-Moronval – miejscowość i gmina we Francji, w Regionie Centralnym, w departamencie Eure-et-Loir. Nazwa miejscowości pochodzi od imienia św. Gemmy.
Według danych na rok 1990 gminę zamieszkiwały 613 osoby, a gęstość zaludnienia wynosiła 112 osób/km² (wśród 1842 gmin Regionu Centralnego Sainte-Gemme-Moronval plasuje się na 597. miejscu pod względem liczby ludności, natomiast pod względem powierzchni na miejscu 1344.).